# ديدييه ميخيا
ديدييه ميخيا (بالإسبانية: Didier Mejía) هو عداء سريع مكسيكي، ولد في 20 يوليو 1941.

## وصلات خارجية
- ديدييه ميخيا على موقع أوليمبيديا (الإنجليزية)